# Peter Prendergast
Pour les articles homonymes, voir Prendergast.
Peter Prendergast est un arbitre de football jamaïcain né le 23 septembre 1963.

## Carrière d'arbitre
Il a été arbitre de la FIFA du 1er janvier 1994 jusqu'en 2006. Le premier match international qu'il a dirigé était la rencontre opposant les États-Unis à l'Irlande le 9 juin 1996.
Il a officié en tant qu'arbitre pendant les tournois suivants :
- Gold Cup 1996, 1998, 2000, 2002, 2003, 2005
- Coupe du monde de football 2002
- Coupe des confédérations 2005
- Phase qualificative de la coupe du monde de football 2006

Prendergast a également été désigné pour la Coupe du monde de football 2006 mais n'a pas pu y participer en raison d'une blessure au genou.
Il est connu en Belgique pour sa prestation lors du match Brésil-Belgique lors de la Coupe du monde 2002, match au cours duquel il annule injustement (ce qu'il réfute) un but de Marc Wilmots pour les Diables Rouges, brisant ainsi les rêves de quart de finale des Belges.